# Anatolij Karpov
Anatolij Evgen'evič Karpov (in russo Анато́лий Евге́ньевич Ка́рпов?; Zlatoust, 23 maggio 1951) è uno scacchista e politico russo, fino al 1991 sovietico. Grande maestro dal 1969, è stato campione del mondo assoluto dal 1975 al 1985 e campione del mondo FIDE dal 1993 al 1999.
È noto per la sua rivalità con Viktor Korčnoj nella seconda metà degli anni settanta e con Garri Kasparov negli anni ottanta. Con quest'ultimo ha dato vita a ben cinque match per il campionato del mondo, per un totale di 148 partite.

## Biografia

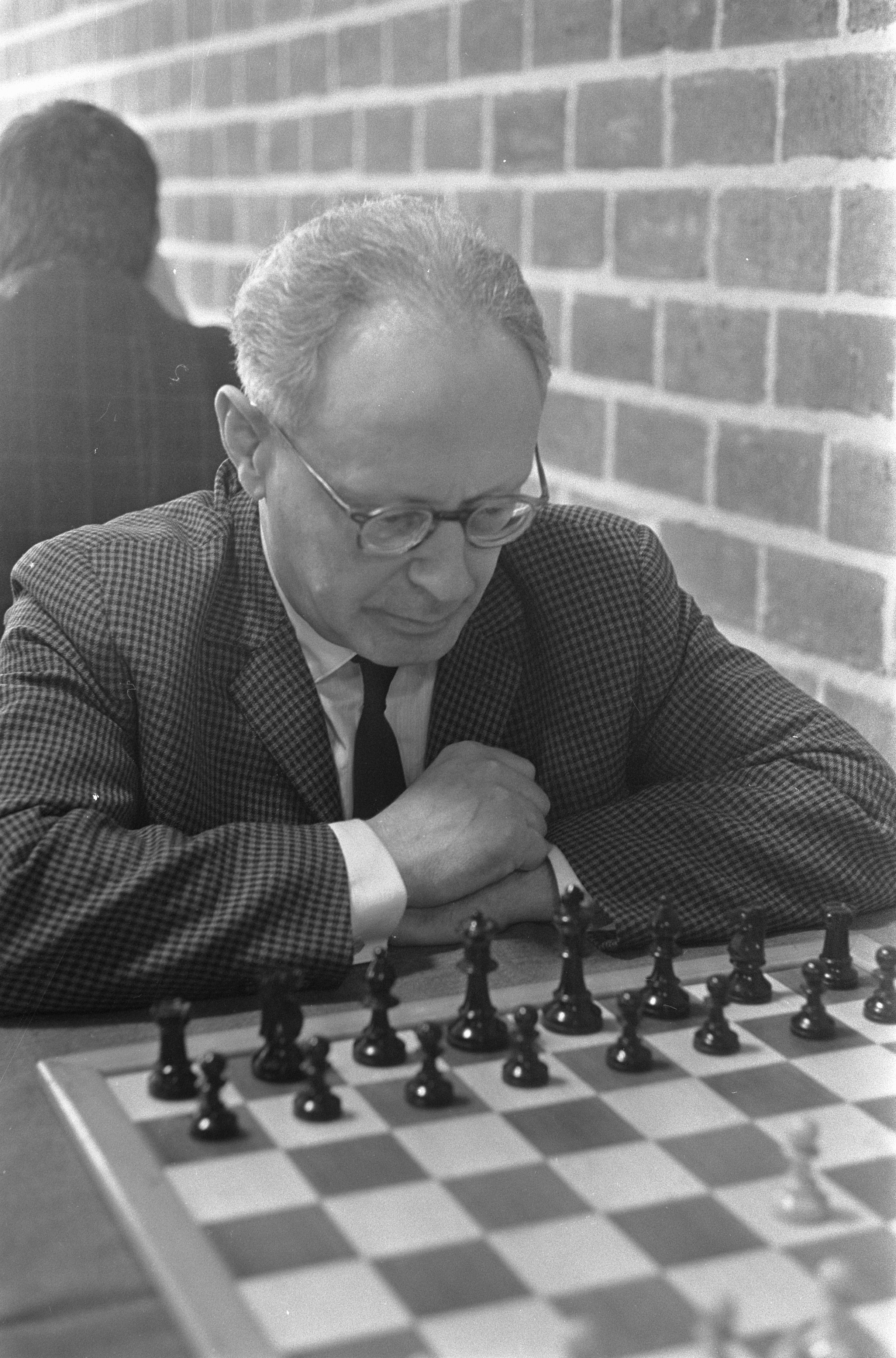
Botvinnik negli anni '60: fu maestro di Karpov e Kasparov

Imparò a giocare a scacchi all'età di quattro anni, grazie agli insegnamenti del padre Evgenij Stepanovič. Anatolij era ancora in tenera età quando l'intera famiglia, con la madre Nina e la sorella Clarissa, si trasferì a Mosca per permettere a Evgenij di portare a compimento il corso di studi universitario in ingegneria meccanica.
Terminati gli studi del padre, la famiglia Karpov si trasferì nuovamente negli Urali, dove Anatolij fece le sue prime frequentazioni scacchistiche nel dopolavoro della fabbrica metallurgica di Zlatoust, in cui il padre occupava un ruolo dirigenziale. Durante la sua infanzia il giovane "Tolja", come veniva chiamato in famiglia, ebbe costanti problemi di salute, dovuti soprattutto alla sua fragile costituzione; questo però non gli impedì di segnalarsi per il suo precoce talento. Karpov infatti scalò rapidamente le categorie minori, sino a raggiungere il livello di candidato maestro a neppure dodici anni. In seguito a questa prestazione, pochi mesi dopo fu ammesso nella prestigiosa scuola di scacchi dell'ex campione del mondo Michail Botvinnik, che sarà poi maestro anche di Garri Kasparov.

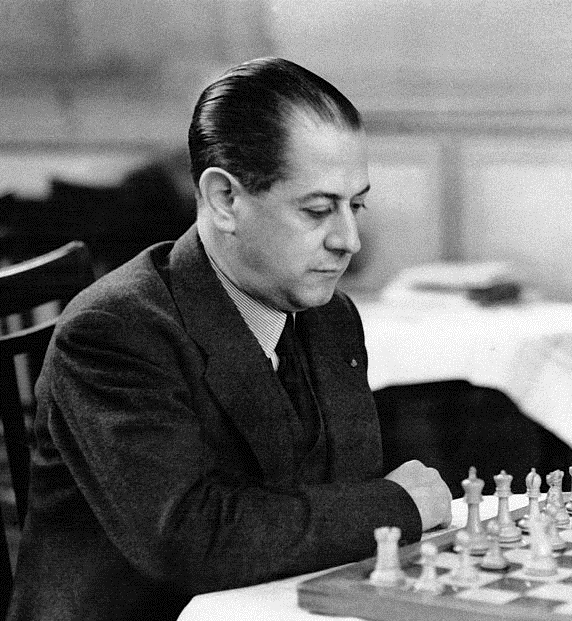
Capablanca, idolo giovanile di Karpov, in una foto degli anni '30

### Gli esordi
(Michail Botvinnik)
Nel primo periodo della sua permanenza presso il grande campione del passato, Karpov non brillò: si rivelò infatti un mediocre solutore di studi e problemi scacchistici e un giocatore dallo stile non ben definito, tanto da spingere Botvinnik ad un giudizio iniziale poco lusinghiero.
Probabilmente decisivo per il giovane Anatolij fu l'incontro con le partite e gli scritti di José Raúl Capablanca. Il campione cubano degli anni venti, molto conosciuto e amato in Unione Sovietica, possedeva infatti un gioco posizionale, all'apparenza semplice ma dotato di una profonda efficacia strategica, che ben si addiceva allo stile di Karpov. Per ammissione dello stesso Karpov il Manuale degli scacchi di "Capa" fu la sua prima lettura scacchistica.

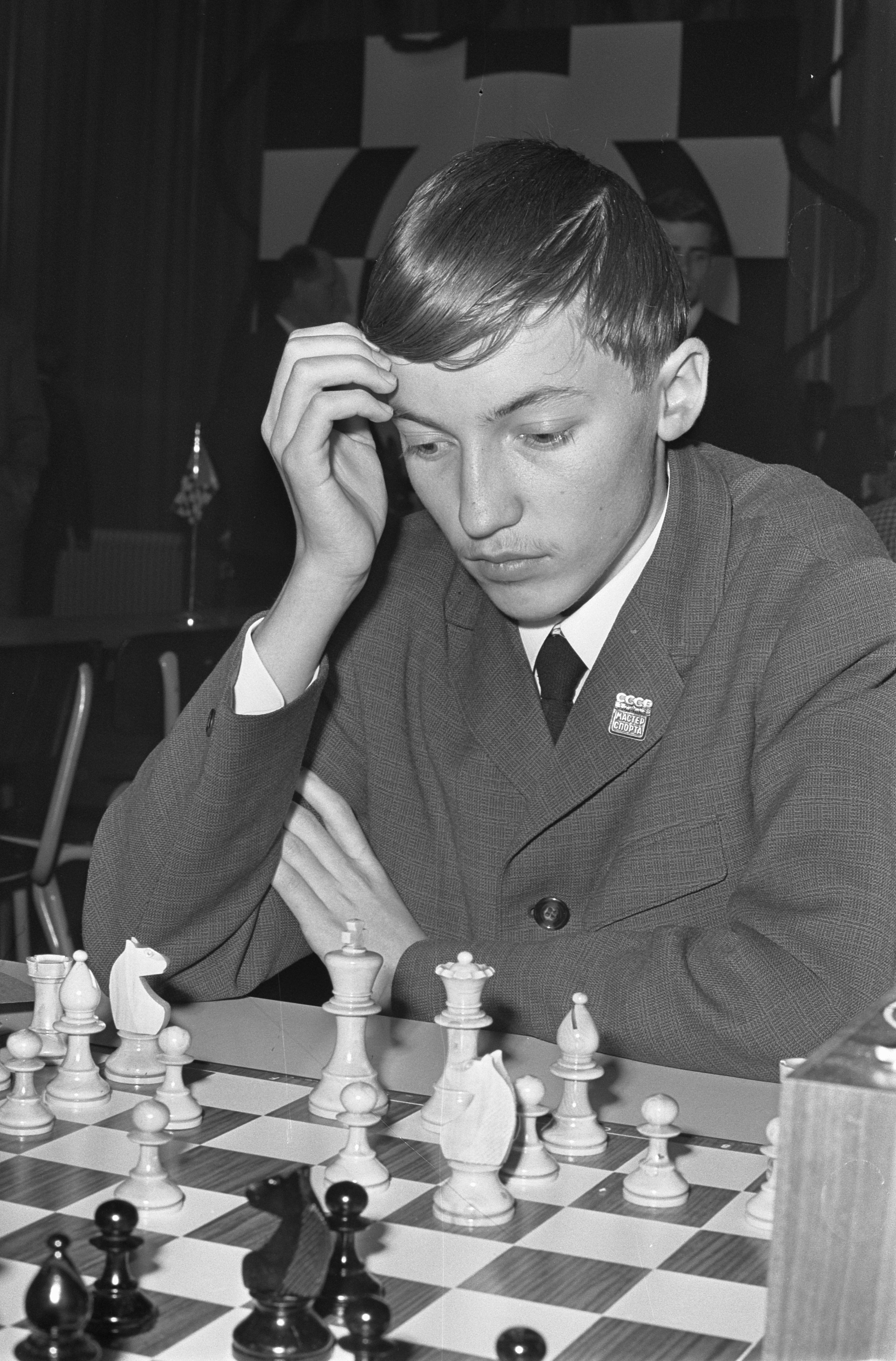
Anatolij Karpov nel 1967 a Groninga

Grazie allo studio e all'applicazione, aiutato da una forte volontà, Karpov sconfessò presto il giudizio negativo di Botvinnik, maturando anche dal punto di vista agonistico e divenendo nel 1966, all'età di 15 anni, il più giovane Maestro dell'Unione Sovietica.
Qualche mese più tardi la federazione sovietica lo inviò come proprio rappresentante al torneo internazionale di Třinec in Cecoslovacchia. La federazione scacchistica sovietica, organismo potente ma burocratico, era caduta in un equivoco sulla natura della competizione, credendo che fosse una gara giovanile, e si sfiorò un piccolo incidente diplomatico quando i cechi fecero presente che si trattava invece di un torneo principale, riservato ai giocatori adulti. La cattiva impressione degli organizzatori venne acuita dal fatto che Karpov, magro, non molto alto e fisicamente gracile, dimostrava ancor meno della sua età anagrafica. Il giovane russo tolse tutti dall'imbarazzo, prendendo parte al torneo e vincendolo senza problemi.
Nei mesi successivi Karpov mieté in rapida successione tutti gli allori riservati ai propri coetanei: nel 1967 si piazzò quinto nel campionato sovietico juniores di scacchi e, qualche mese dopo, vinse il campionato europeo nella medesima categoria. Nel suo girone, il comando fu preso immediatamente dall'olandese Jan Timman, che negli anni successivi diventerà uno dei più forti giocatori in circolazione. Al quarto turno Timmann, a punteggio pieno, dovette affrontare l'assalto del giovane russo distaccato di solo mezzo punto. L'apertura fu un'inglese (1.c4) e "Tolja" si affermò in 41 mosse. Con questo successo, Karpov prese il comando della classifica chiudendo vittorioso con 5½ su 7.
Nel corso del 1968 Karpov fu preso sotto l'ala protettrice di Semën Furman, un forte Grande Maestro sovietico, che fu il suo allenatore sino alla prematura scomparsa, avvenuta nel 1978. Furman lo condusse nel 1969 al trionfo nel campionato del mondo juniores disputatosi a Stoccolma, ottenuto con il perentorio punteggio di 10 punti su 11 disponibili. Immediatamente dopo raggiunse il quarto posto nel torneo internazionale di Caracas, ottenendo contemporaneamente la qualifica di Grande Maestro, all'epoca il più giovane del mondo.

### Un giovane pretendente
Con l'inizio del nuovo decennio il gioco di Karpov registrò un sensibile miglioramento, e il suo punteggio Elo ne risentì positivamente, passando dai 2540 punti del 1971 ai 2660 del 1973, quando giunse secondo nel campionato assoluto dell'Unione Sovietica e fece ancor meglio nel torneo Interzonale di Leningrado, piazzandosi primo, seppure in coppia con Viktor Korčnoj. La vittoria nell'Interzonale gli spalancò le porte del ciclo di selezione dei candidati del 1974, il cui vincitore avrebbe ottenuto il diritto di sfidare il campione del mondo in carica.
Il mondo scacchistico russo era ancora in subbuglio a causa della pesante sconfitta subita per mano di Bobby Fischer nel 1972, e la federazione cercava a tutti i costi un campione da contrapporre al fortissimo americano. Spasskij rimaneva uno dei più forti scacchisti al mondo, ma pareva «bruciato» psicologicamente dall'incontro in cui poco tempo prima aveva perso il titolo mondiale. I vertici scacchistici russi inoltre gli rimproveravano il suo carattere poco volitivo, imputandogli in particolare la sua condotta rinunciataria in quella circostanza. Botvinnik, ormai anziano, si era ritirato dalle competizioni attive; anche gli altri ex campioni del mondo ancora in attività, Vasilij Smyslov e Tigran Vartani Petrosyan, erano abbastanza in là con gli anni. Michail Nechem'evič Tal' pativa frequenti problemi di salute che gli avrebbero impedito di reggere la tensione di un incontro lungo e faticoso come quello per il titolo mondiale contro il fortissimo e lunatico giocatore americano. Il più forte degli scacchisti russi pareva all'epoca Korčnoj, che però aveva fama di dissidente politico (pochi anni dopo infatti avrebbe abbandonato l'URSS) e i russi non parevano intenzionati a sostenerlo appieno.
Anche in questo caso Anatolij Evgenevič tolse la federazione scacchistica russa dall'imbarazzo spazzando via tutta la vecchia guardia: al primo turno Leŭ Paluhaeŭski fu liquidato con un secco 5,5 a 2,5. In semifinale Spasskij, dopo aver vinto la prima partita, fu travolto per 7 a 4. Infine Karpov affrontò il temuto Korčnoj nella finale dei candidati, e fu l'incontro più combattuto: Karpov vinse 12,5 a 11,5 e divenne a sorpresa, a soli ventiquattro anni, lo sfidante del campione del mondo in carica.
Karpov era reputato forse troppo giovane per il ruolo, ma per il resto era perfetto per incarnare la volontà di rivincita dei russi: Karpov era infatti all'epoca un attivo membro del PCUS e faceva parte del Comitato Centrale del Komsomol (la gioventù comunista-leninista dell'Unione Sovietica). Inoltre, fatto non trascurabile, Karpov era un russo "puro", diversamente da buona parte dei maggiori campioni sovietici prima e dopo di lui: Botvinnik e Paluhaeŭski infatti avevano origini ebraiche, Tal' era lettone (oltre che ebreo anch'egli), Petrosyan armeno.

### Il «gran rifiuto» di Fischer

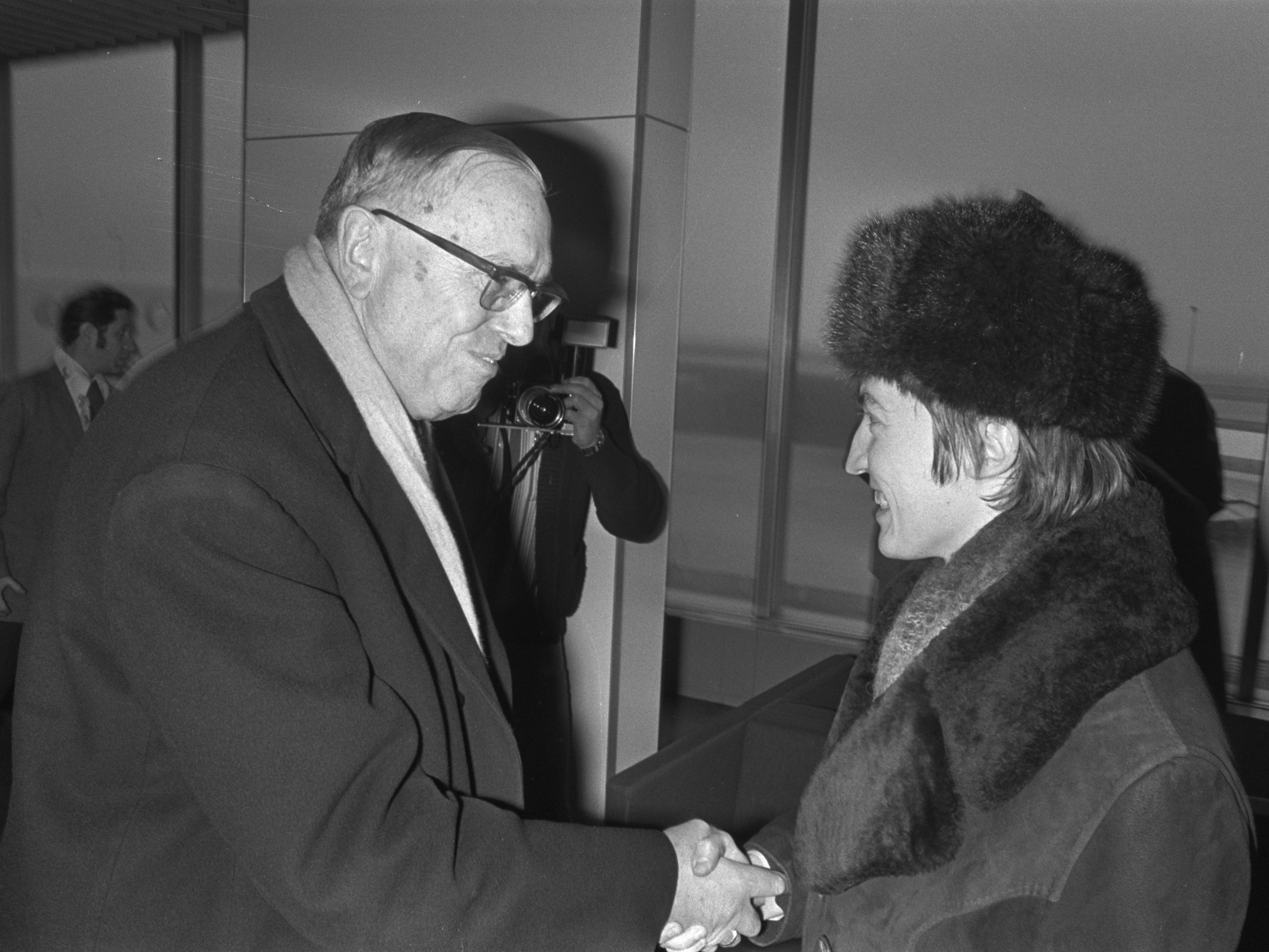
Assieme al Presidente FIDE Max Euwe nel 1976

Karpov tuttavia non riuscì mai a sedersi con lo statunitense alla scacchiera per il forfait dell'imprevedibile campione del mondo in carica. Infatti Fischer, che non aveva più giocato dall'epoca del precedente match con Spasskij, intendeva imporre allo sfidante ed alla federazione internazionale di scacchi una serie di condizioni economiche e regolamentari che quest'ultima ritenne inaccettabili. Per rimettere in palio il suo titolo, Fischer pretendeva infatti che venissero introdotte alcune regole che, a suo dire, trovavano giustificazione in alcuni precedenti storici.
La prima condizione fu quella di una sfida senza numero massimo di partite: come nell'incontro tra Capablanca e Alechin del 1927 non si sarebbe tenuto conto delle patte. Ma, mentre Alechin dovette vincere sei partite per strappare il titolo a Capablanca, il nuovo incontro avrebbe portato la soglia a dieci vittorie. La richiesta era probabilmente fuori luogo: come avrebbero dimostrato le sfide seguenti, gli scacchi erano molto cambiati da quello storico duello. Con lo sviluppo della teoria avvenuto negli ultimi quarant'anni le patte erano divenute assai più frequenti, e giocare senza tenerne conto sarebbe risultata un'impresa assai difficoltosa. La fama e il carisma di Fischer tuttavia erano tali che il presidente della FIDE, lo stimato campione olandese del passato Max Euwe, si dichiarò pronto a modificare in tal senso le regole.
A questo punto Fischer alzò la posta e, basandosi sul precedente della sfida Lasker - Schlechter del 1910, pose come condizione che, in caso si raggiungesse una situazione di parità sul 9-9 il campione avrebbe conservato il titolo; di fatto questo significava che Karpov avrebbe dovuto vincere dieci incontri mentre a Fischer ne sarebbero bastati nove poiché lo sfidante era nella pratica obbligato a sopravanzare il campione uscente di almeno due punti, lasciando il campione in carica a massimo 8 vittorie. La federazione dichiarò assolutamente irricevibile quest'ultima richiesta: oltre a risalire agli albori del campionato del mondo, quando la FIDE non esisteva ancora, la condizione imposta da Lasker a Schlechter fece scandalo già all'epoca ed è tuttora nota come uno dei più ingiusti capestri della storia degli scacchi.
La lunga trattativa tra Fischer e Euwe non approdò dunque a nulla: la federazione mondiale decretò Fischer decaduto e Karpov nuovo campione del mondo. Karpov fu nominato campione il 3 aprile 1975 e come tale incoronato il 24 dello stesso mese nel corso di una solenne cerimonia nella sala delle Colonne, nel centro di Mosca. Un campione privato del titolo da una decisione d'ufficio ed un titolo assegnato senza muovere neppure un pedone: era la prima volta nella storia che si verificava un fatto del genere ma, come si vedrà in seguito, non sarebbe stata l'ultima.
Approfittando di questa inattesa pausa Karpov si laureò in economia politica all'università di Leningrado. Nella sua tesi, dicono le biografie, non c'è alcun riferimento agli scacchi. Dopo la laurea tornò a vivere a Mosca, dove nel 1980 si sposò ed ebbe un figlio. Nel 1982 si separò dalla prima moglie.
Il giovane russo venne sminuito dai molti critici che non credevano ad una sua vittoria nel caso che la sfida si fosse effettivamente consumata ma Karpov seppe farsi valere vincendo pochi mesi dopo la sua ascesa al trono mondiale il torneo di Milano 1975, uno dei più forti mai disputati fino ad allora. In seguito Karpov seppe evidenziarsi come un fortissimo giocatore da torneo e ribadì senza mezzi termini il suo diritto alla corona mondiale.

### Contro il "terribile Viktor"

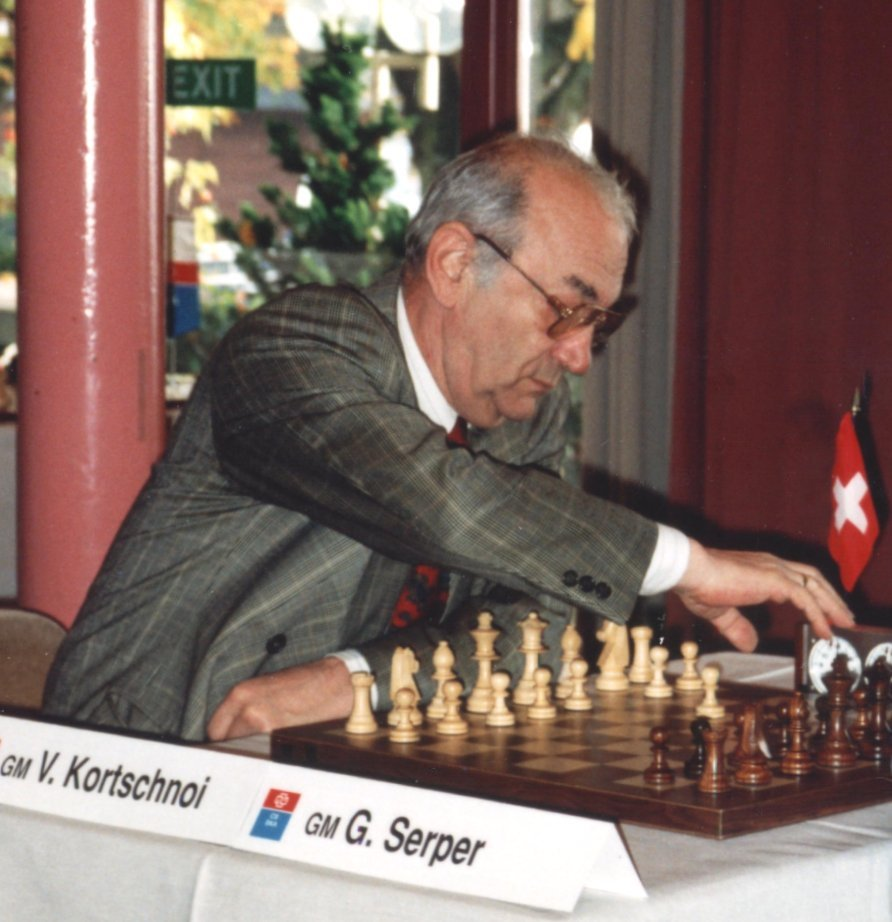
Korčnoj, il "terribile Viktor", avversario di Karpov in due mondiali

Nel 1978 Karpov si trovò a difendere il titolo a Baguio nelle Filippine, il paese del futuro presidente della FIDE, Florencio Campomanes. L'avversario era ancora Viktor Korčnoj, già incontrato e sconfitto nella finale dei candidati del 1974.
I due giocatori non potevano essere più diversi: Karpov giovane e Korčnoj di vent'anni più anziano; Karpov abituato ad uno stile vicino a quello di Botvinnik e della maggior parte dei campioni russi, votato ad una manovra posizionale e razionale, Korčnoj portabandiera di un gioco aggressivo, come nello stile di Fischer e Larsen, votato all'attacco, ai sacrifici e a suo agio nelle posizioni involute. Soprattutto, come già detto, Karpov era un esponente del partito, mentre Korčnoj era un dissidente da poco fuoriuscito dall'URSS, che per rappresaglia l'aveva privato della cittadinanza.
L'incontro assunse quindi subito connotati politici di sfida tra il blocco sovietico e gli avversari occidentali, che per certi versi replicarono le modalità del match Fischer - Spasskij di soli sei anni prima. Nel corso delle trentadue partite necessarie a concludere la sfida non mancarono le accuse reciproche e le strumentalizzazioni politiche, così come i tentativi di disturbare l'avversario e le polemiche lanciate attraverso la stampa. Su richiesta dell'équipe di Korčnoj si arrivò persino a controllare la sala di gioco con un contatore Geiger per controllare il livello di radiazioni: il capo delegazione sovietico Baturinskij convocò rapidamente una conferenza stampa in cui, tra il serio e il faceto, affermò: "Dichiaro ufficialmente che l'Unione Sovietica non ha sganciato la bomba atomica sulle Filippine". In seguito il russo dottor Zuhar fu accusato di disturbare Korčnoj attraverso l'uso di poteri paranormali. Così, per evitare possibili influenze parapsicologiche, gli organizzatori dovettero vietargli di sedersi in una delle prime cinque file delle poltrone riservate agli spettatori.
Vi era una pesante eredità delle richieste fatte da Fischer tre anni prima: le patte non venivano conteggiate. Si sarebbe aggiudicato il titolo chi per primo avesse raggiunto le sei vittorie. Da quando la FIDE aveva iniziato a gestire direttamente la contesa per il titolo, cioè dal secondo dopoguerra in poi, era la prima volta che il campione uscente non godeva di nessun privilegio in caso di parità. Per compensare in qualche modo questa mancanza venne introdotta nuovamente la clausola (abolita dal 1963) che prevedeva la possibilità per il campione detronizzato di richiedere la rivincita entro un anno.
Dopo una serie iniziale di patte nel corso della quale i due avversari si studiarono, Karpov vinse l'ottava partita; Korčnoj riequilibrò il risultato nell'undicesima. Karpov, vincendo le partite 13, 14 e 17 si portò sul punteggio di 4-1. Korčnoj vinse la ventunesima e Karpov la ventisettesima: gli mancava quindi un solo punto per raggiungere la vittoria. A questo punto il giocatore russo entrò in una profonda crisi di concentrazione e risultati, che permise al più anziano Korčnoj un'inattesa rimonta sino al 5-5. Dopo aver patito la quinta sconfitta nella trentunesima partita però Karpov seppe trovare in sé le ultime risorse per non crollare e - approfittando di una svista di Korčnoj - strappare l'ultimo e decisivo punto nell'incontro successivo.
Nel 1981 Karpov si trovò nuovamente a difendere il titolo, ancora contro Korčnoj (nel frattempo divenuto cittadino svizzero), questa volta a Merano, nel primo incontro per il titolo mondiale mai tenutosi in Italia. Questa volta l'avversario si rivelò decisamente meno temibile, e Karpov ebbe ragione di lui con un inequivocabile 6-2 inflitto in sole diciotto partite.

### La lunga sfida con Kasparov

#### Il terzo elemento del"fattore K"

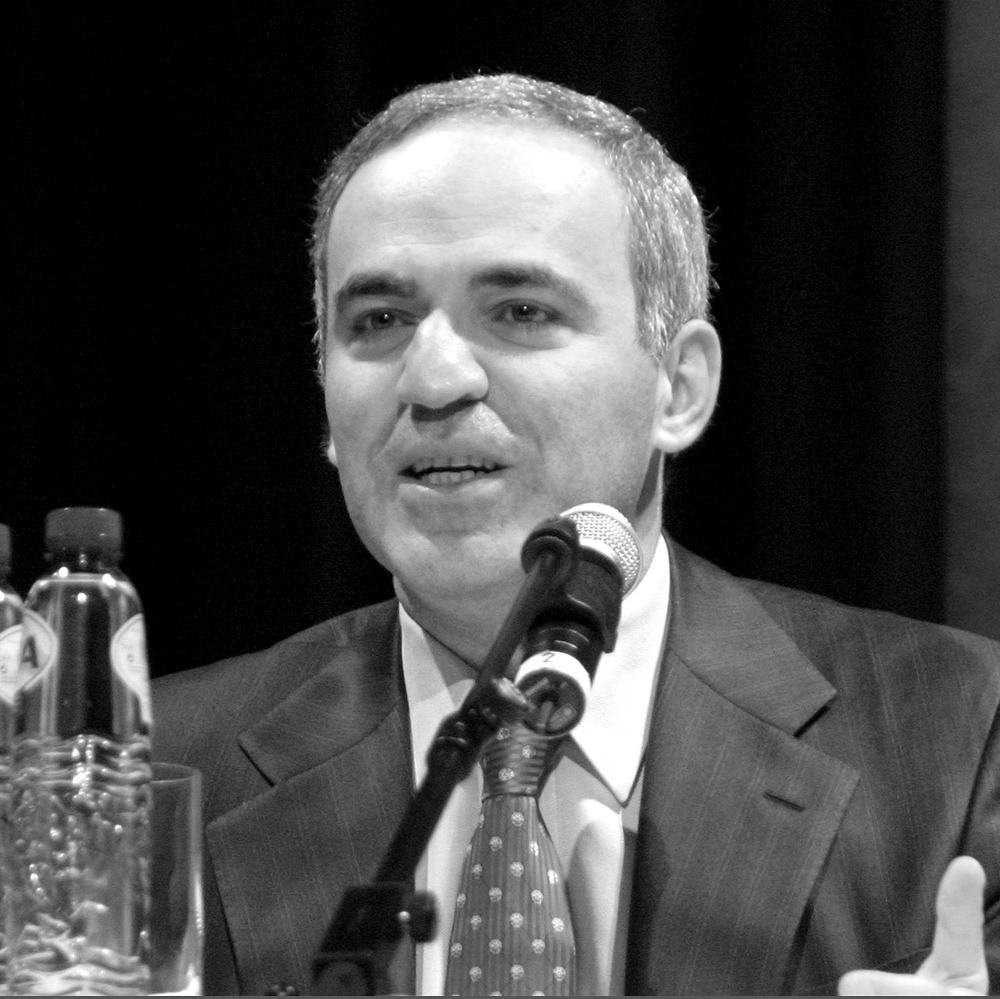
Garri Kasparov, rivale di Karpov in cinque sfide mondiali

All'inizio degli anni ottanta, scomparso dall'orizzonte il "terribile Viktor" ed essendo invecchiata la precedente generazione di campioni, Karpov attraversò il periodo del suo massimo fulgore scacchistico. Il suo stile era giunto a completa maturazione e la sua tenuta agonistica, anche nelle competizioni più lunghe ed impegnative, era impeccabile. Nella prima metà del decennio il campione di Zlatoust pareva realmente imbattibile e vinse in sequenza numerosi tornei di alto livello: Tilburg 1979, 1980, 1982 e 1983, Bugojno 1980, Linares 1981, Torino 1982, Londra 1984 solo per citare alcuni dei più forti.
Il nuovo astro di Kasparov (un'altra "K" ai vertici degli scacchi dopo Karpov e Korčnoj) stava però crescendo e gran parte degli specialisti e degli appassionati già si provava a contrapporre, anche idealmente, i due giocatori e ad immaginare una sfida per il titolo tra di loro: Kasparov con il suo gioco d'attacco contro la strategia pacata ed inesorabile di Karpov.

#### Il match interrotto del 1984-85
E infatti fu proprio Kasparov a vincere il torneo dei candidati e a sfidare Karpov per il titolo mondiale, nel settembre 1984 a Mosca. Le differenze di stile e personalità tra Karpov e Kasparov erano ancora più marcate di quelle tra Karpov e Korčnoj: il giovane e ribelle Garri pareva incarnare quella voglia di novità che attraversava tutta l'Unione Sovietica al termine dell'"era Brežnev" e che si sarebbe concretizzata di lì a poco con l'avvento di Gorbačëv. Il suo stile aggressivo e dinamico contravveniva a quello che, con poche eccezioni, era il tradizionale gioco posizionale e attendista di scuola sovietica.
Lo sfidante forse patì eccessivamente il peso delle circostanze e, almeno inizialmente, scelse uno stile di gioco eccessivamente prudente e per lui innaturale. Karpov vinse in rapida successione quattro partite nelle prime nove; seguirono ben diciassette patte, dopodiché Karpov vinse ancora, segnando un 5-0 a proprio favore. A questo punto, ripetendo un copione già visto nel primo match con Korčnoj, ad un solo punto dal titolo Karpov entrò in crisi.
Kasparov, riavutosi dallo shock delle cinque sconfitte iniziali, considerò di non avere più nulla da perdere e, paradossalmente, iniziò a giocare meglio poiché questo gli permise di esprimere appieno il suo gioco fantasioso ed aggressivo. Il 25 febbraio 1985, quando Kasparov si era appena portato sul 3-5, dopo quarantotto partite di cui quaranta patte, cinque mesi di gioco e una situazione che non pareva destinata a sbloccarsi facilmente, la FIDE decise di sospendere la sfida e riproporla con regole nuove e, soprattutto, con un numero di partite limitato, come era stato nella tradizione fino al 1972. La sfida rimase così "senza decisione": il campione rimaneva Karpov.
Anche in questo caso le polemiche non mancarono: Karpov, funzionario di lungo corso del PCUS, era sicuramente più gradito al governo russo del giovane ed irrequieto Kasparov, pure iscritto al Komsomol ma solo dall'anno prima. Quest'ultimo non si fece scrupoli nel manifestare i propri dubbi sui possibili retroscena di questo cambiamento in corsa delle regole. Tuttavia, i sostenitori di Karpov ribadirono non senza ragione che, al momento della sospensione, era il campione in carica a condurre il match e quindi, vedendosi cancellate cinque vittorie contro tre dello sfidante, fu quello maggiormente danneggiato. La FIDE si difese sostenendo che un match di quella durata minava la salute dei contendenti e, soprattutto, finiva col paralizzare tutte le attività ad alto livello dello scacchismo mondiale, impedendo persino che iniziasse il nuovo ciclo del torneo dei candidati; la stampa aveva finito con il disinteressarsi all'evento e lo stesso governo sovietico pareva in imbarazzo, poiché il match si era trovato ad occupare per parecchi mesi l'importante sala delle Colonne (la stessa dove Karpov era stato incoronato campione dieci anni prima), nella quale erano previste anche altre manifestazioni.

#### Le altre sfide

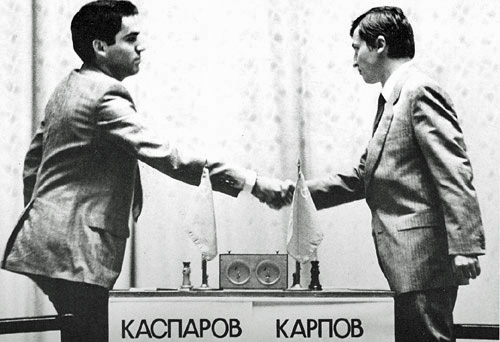
Un momento del Match del 1985

L'incontro si ripeté pochi mesi dopo, sempre nella capitale russa ma in una sede più dimessa. Il punteggio era stato azzerato e il regolamento era cambiato o, meglio, era tornato alle origini: era stato imposto il limite di ventiquattro partite e il titolo sarebbe andato a chi per primo avesse totalizzato sei vittorie oppure 12,5 punti; in caso di parità, come nel passato, il titolo sarebbe rimasto al campione in carica, che manteneva anche il diritto a chiedere la rivincita in caso di sconfitta. Kasparov aveva fatto tesoro dell'esperienza precedente: giocò in maniera brillante ed ebbe ragione per 13-11 (cinque vittorie contro tre) del campione uscente, che veniva così detronizzato.
Karpov e Kasparov si sedettero ancora tre volte davanti al tavolino per disputarsi il titolo mondiale: nel primo caso si trattò della rivincita chiesta da Karpov e nelle altre due occasioni quest'ultimo, mostrando una tenacia per certi versi inedita, vinse il torneo dei candidati.
Nel 1986, nel match disputatosi tra Londra e Leningrado, si disputò un'altra sfida molto combattuta con Kasparov che sopravanzò, di poco, l'avversario (12,5-11,5).
Nel 1987 a Siviglia si consumò una sfida ancor più drammatica delle precedenti: partendo da un punteggio di parità Karpov vinse il ventitreesimo incontro e si presentò all'ultima partita giocando coi pezzi neri e conducendo con un punto di vantaggio. Kasparov compì un'impresa: complicò il gioco e, sfruttando un'imprecisione di Karpov vinse con il bianco. Il risultato finale fu di parità: 12 - 12, ma, in base al regolamento, il titolo restava al campione uscente. Nello stesso periodo Karpov si sposò in seconde nozze con Nataša, con la quale vive tuttora.
Nel 1990 Karpov vinse nuovamente il ciclo dei candidati sconfiggendo facilmente in finale l'olandese Jan Timman (6,5-2,5) e si guadagnò per la terza volta consecutiva il diritto a sfidare il campione in carica. Questa volta la sfida ebbe meno pathos: nel corso degli incontri Kasparov riuscì a portarsi in vantaggio di due punti su Karpov, che recuperò vincendo la ventitreesima partita quando ormai il punteggio era acquisito.
Oltre alle ragioni caratteriali e politiche di cui si è detto, ciò che costituiva il motivo di massimo interesse per gli appassionati e la stampa specialistica, era lo scontro tra due veri e propri titani della scacchiera. I due 'K' con la loro forza di gioco avevano fatto il vuoto intorno a sé, mietendo allori in tutte le competizioni cui prendevano parte e lasciando agli altri solo le briciole. Due filosofie, due stili contrapposti ma entrambi vincenti: da un lato vi era Karpov, con la sua strategia inesorabile, la sua relativamente scarsa conoscenza delle aperture accompagnata però da un'assoluta maestria nei finali; dall'altra Kasparov, attaccante all'arma bianca, dotato di una memoria prodigiosa che gli permetteva di memorizzare innumerevoli varianti d'apertura e tattico sopraffino, sempre alla ricerca di soluzioni nuove: nella loro ultradecennale rivalità in molti non poterono fare a meno di rivedere in filigrana le figure di Capablanca e Alechin, rinverdendone i personaggi quasi mitologici e le battaglie che negli anni tra le due guerre fecero scuola presso gli scacchisti di tutto il mondo.
Nel corso dei loro cinque match Karpov e Kasparov avevano disputato 144 partite con un bilancio di 19 vittorie per Karpov, 21 per Kasparov e ben 104 patte.

### Ancora campione

Karpov nel 1993

Quando, nel 1992 Karpov perse per 4-6 la semifinale dei candidati contro Nigel Short, in un match disputato a Linares, in Spagna, il campione detronizzato sembrava ormai destinato ad uscire dalla scena della lotta per il titolo. Invece, nel 1993, una sequenza di eventi inattesa riportò Karpov in vetta al mondo a sessantaquattro caselle. Il disaccordo tra Kasparov e la FIDE giunse ad un punto di non ritorno: il casus belli fu legato essenzialmente a questioni economiche, ma il dissidio tra il campione azero e il presidente Campomanes datava almeno dal 1985, epoca del primo match Karpov - Kasparov interrotto durante la rimonta dello sfidante.
Poco prima dell'incontro per il titolo mondiale che l'avrebbe visto contrapposto a Short, Kasparov si ritirò dalla FIDE per dar vita ad una federazione indipendente che aveva l'ambizione di raccogliere i consensi dei giocatori professionisti, e fu per questo chiamata Professional Chess Association (PCA). Uscendo dalla federazione, Kasparov portò con sé anche lo sfidante Short: il previsto incontro per il titolo FIDE sarebbe così divenuto la prima sfida per la corona della nuova federazione dissidente.
La federazione ufficiale corse ai ripari dichiarando decaduti entrambi i fuoriusciti e richiamando in gioco i due giocatori sconfitti da Short rispettivamente in semifinale e in finale dei candidati, Karpov e Timman. In realtà, basandosi unicamente sui precedenti e segnatamente su quello del 1975 relativo allo stesso Karpov, la FIDE avrebbe dovuto assegnare il titolo direttamente a Timman, che aveva perso la finale dei candidati. La federazione ufficiale però non poteva lasciarsi rubare del tutto la scena dal match PCA e aveva quindi necessità di contrapporgli un suo evento mediatico organizzando una sfida a sua volta. Soprattutto, la federazione di Campomanes aveva un grande bisogno di dare credibilità al suo titolo assegnandolo ad un giocatore che potesse essere riconosciuto come un vero campione del mondo. Timman, il miglior scacchista dei Paesi Bassi dai tempi di Euwe, era un buon giocatore che però aveva toccato il massimo della sua forma agonistica oltre dieci anni prima e, a detta di quasi tutti i commentatori, era giunto alla finale dei candidati quasi per caso, battendo gli anziani Hübner e Korčnoj nelle eliminatorie e approfittando di uno scivolone di Jusupov in semifinale. Difficilmente un titolo in mano al pur volenteroso olandese avrebbe potuto competere in carisma con quello di Kasparov. Così la FIDE decise di ripescare il suo giocatore più rappresentativo e Karpov si ritrovò nuovamente a disputare un incontro per il titolo iridato. Timman, come nelle previsioni, gli si rivelò nettamente inferiore e venne battuto con il largo punteggio di 12,5-8,5. L'uomo degli Urali era nuovamente campione del mondo (anche se solo nella versione FIDE). Contemporaneamente Kasparov conquistava il titolo PCA contro Short, battendolo con una facilità ed un margine che Karpov non gli aveva mai concesso: al di là degli incidenti di percorso i due 'K' avevano dimostrato di essere ancora i più forti scacchisti al mondo.

### Nuovo vigore
Il titolo riconquistato conferì nuova linfa al campione russo che, nel corso della stagione successiva, riuscì a riportare sonanti vittorie anche in competizioni molto difficili. Nel 1994 infatti Karpov fece suoi, tra gli altri, il torneo di Wijk aan Zee e, soprattutto, quello di Linares che, con una media di 2685, raggiunse la XIX categoria FIDE risultando il torneo più forte mai disputato nella storia degli scacchi sino ad allora. In quest'ultima occasione Karpov totalizzò ben 11 punti su 13 disponibili e si prese il lusso di lasciare Kasparov e Širov alle sue spalle come secondi classificati a ben 2,5 punti di distanza.
In quegli anni Karpov si fece valere anche come giocatore di scacchi rapidi. In qualità di campione del mondo in carica fu invitato e trionfò al torneo San Giorgio su Legnano scacchi, nel giugno 1995. Quel torneo, che fu disputato in un'unica giornata con partite di quindici minuti l'una, è noto perché registrò il maggior numero di iscritti di sempre ad una singola competizione scacchistica, contando ben 926 partecipanti.

### La difesa del titolo e la rinuncia

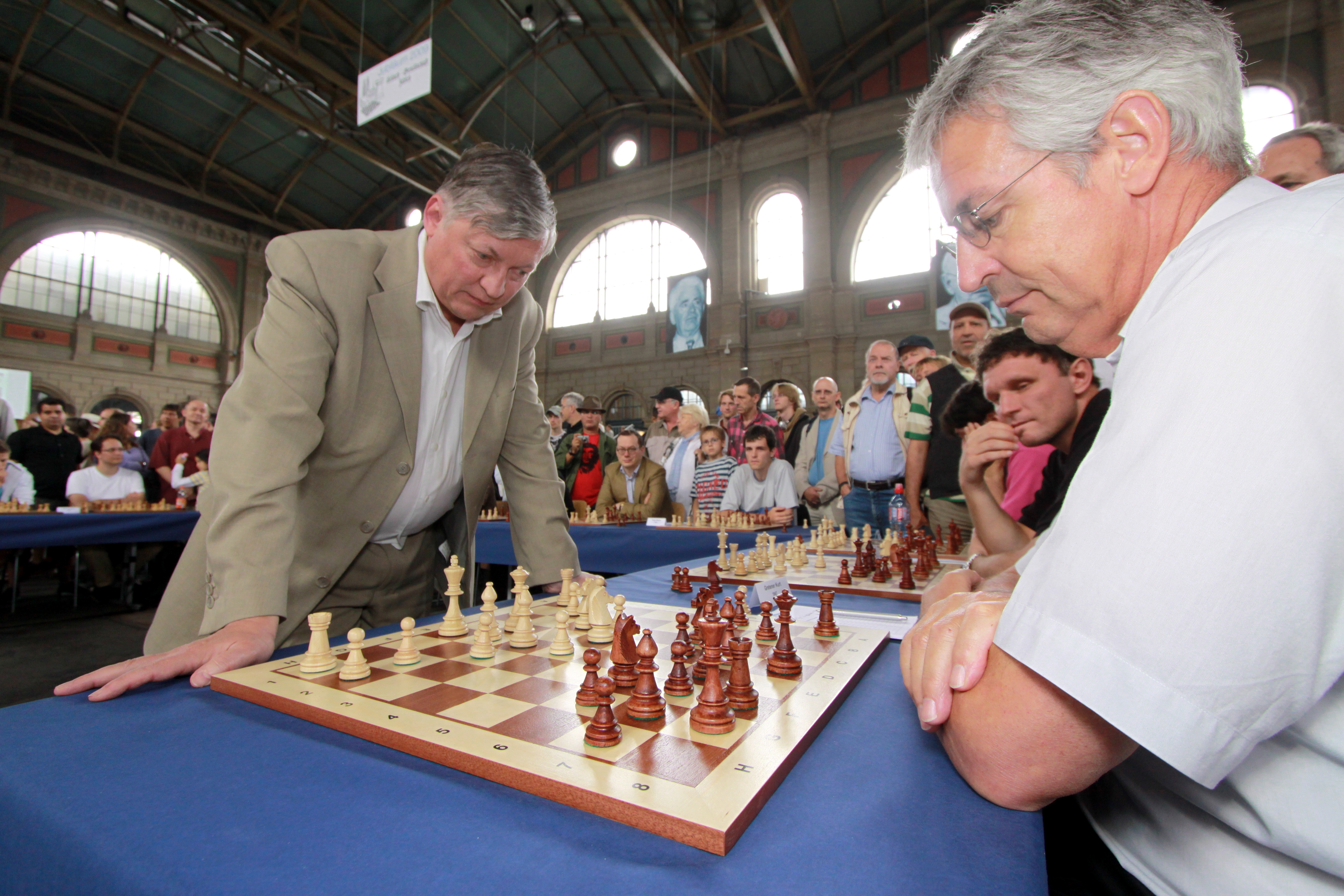
Nel 2009 durante una simultanea a Zurigo

Karpov difese il suo titolo nel 1996 a Ėlista contro Gata Kamskij (vincendo per 10,5-7,5) e nel 1998 a Losanna contro l'emergente talento indiano Vishy Anand, battuto per 5-3 allo spareggio semilampo dopo una sfida mozzafiato terminata in parità (3-3) nei primi sei incontri disputati a tempo regolare.
Nel 1999 il presidente della FIDE, Kirsan Iljumžinov, succeduto a Campomanes, lanciò una nuova formula per il campionato mondiale di scacchi (che quell'anno si sarebbe tenuto a Las Vegas): non più una sfida tra il vincitore del torneo dei candidati e il campione in carica, ma una competizione ad eliminazione diretta con un tabellone di tipo tennistico basata su mini-match di due partite l'uno (quattro in semifinale e sei in finale), con eventuali spareggi a gioco rapido. Karpov si rifiutò di rimettere in palio il suo titolo a queste condizioni e così, come accaduto in precedenza ai suoi rivali, Fischer e Kasparov, fu privato del suo scettro da una decisione d'ufficio della federazione.
Negli ultimi anni Karpov, pur senza mai annunciare un ritiro ufficiale, ha sensibilmente diminuito la sua presenza nelle competizioni attive. L'ex campione del mondo si è dedicato all'insegnamento e ad altre attività legate alla diffusione e al sostegno degli scacchi, come partite di beneficenza e simultanee in giro per il mondo. Parallelamente ha deciso di impegnarsi in attività esterne al mondo degli scacchi: attività sociali contro la fame nel mondo e business vero e proprio.
A titolo di curiosità si può segnalare il fatto che nel campionato ucraino 2007 Karpov ha occupato la prima scacchiera della squadra di Čeljabinsk. Suo compagno di squadra, in quinta scacchiera, è stato il vecchio rivale di tante battaglie, Viktor L'vovič Korčnoj.

### Ambasciatore a vita della FIDE
Nel 2010 Karpov corse per la presidenza della FIDE, tentando di spodestare Kirsan Iljumžinov. Nella campagna elettorale, che fu appoggiata da molte Federazioni e da diversi grandi maestri di punta, tra cui il suo antico avversario Kasparov, accusò il suo rivale di gestire la presidenza in modo troppo personale e con metodi non del tutto trasparenti. Dopo un avvio che lo dava favorito, verso la fine dell'estate diventò chiaro che le sue probabilità di essere eletto erano piuttosto basse. In settembre-ottobre il congresso FIDE di Chanty-Mansijsk confermò Iljumžinov presidente. Successivamente il Consiglio di Presidenza lo ha nominato "ambasciatore a vita" della FIDE , carica sospesa nel marzo 2022 dopo che Karpov ha espresso il suo supporto, in qualità di membro della Duma, alle azioni della Russia durante la Crisi russo-ucraina del 2021-2022.

## Un bilancio
(Anatolij Karpov)

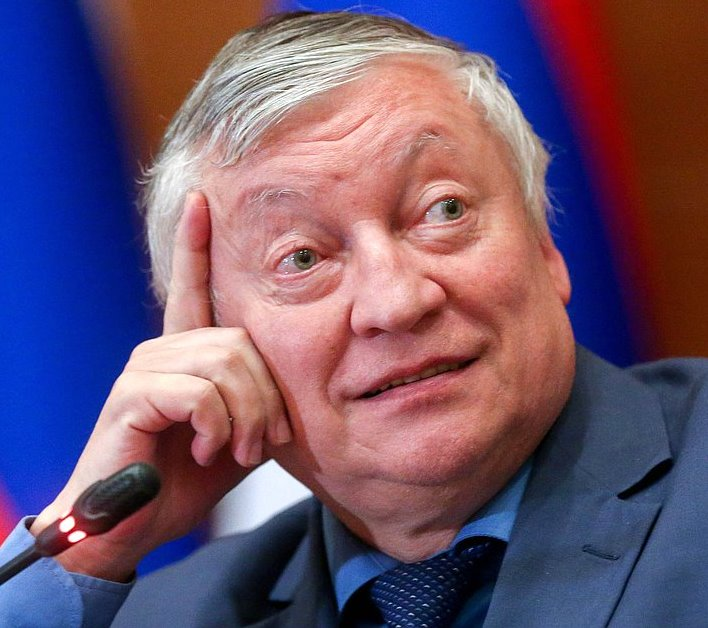
Un primo piano del 2018

Karpov è considerato uno tra i più grandi giocatori della storia, specialmente per quanto riguarda i risultati nei tornei. Al luglio 2018 ha al suo attivo 184 vittorie in competizioni ufficiali: una performance che oscura persino quella dell'Alechin degli anni trenta, dapprima ritenuta ineguagliabile. Per ventiquattro anni, dal 1974 al 1998, ha partecipato a tutte le finali del Campionato del Mondo FIDE: nessun giocatore nella storia ha mai disputato dieci sfide (undici con il match mancato del 1975) valevoli per il titolo mondiale.
I suoi record: 1.126 vittorie, 280 sconfitte e 1.376 patte su un totale di 2.782 partite giocate nella sua carriera, pari ad un punteggio del 65,20%. Il massimo valore ELO toccato da Karpov è 2780, nel luglio 1994, epoca della sua vittoria al torneo di Linares.
Il suo stile di gioco ha le solide basi posizionali della scuola russa, da Botvinnik in avanti: Karpov alle volte pare non assumersi responsabilità, ma reagisce punendo senza pietà ogni singola imprecisione dei suoi avversari. I suoi ammiratori sostengono che al tradizionale gioco dei sovietici Karpov aggiunge una punta di veleno anche nelle posizioni più tranquille, di modo che l'avversario ad un certo punto tracolli senza essersi reso conto del momento in cui la sua rovina abbia avuto inizio. Di lui Tal' diceva:
Lo stesso Karpov ha affermato:
I detrattori invece gli rimproverano un gioco insipido e attendista, spesso contrapponendogli il più spumeggiante gioco di Tal' o Kasparov, anche se partite come quella contro Topalov a Linares nel 1994 o contro Torre a Bad Lauterberg nel '76 (contrattacco al centro e sacrificio di pedone) sono la dimostrazione di quanto questo sia un giudizio quantomeno affrettato. Nel corso della sua carriera ha adottato un repertorio di aperture relativamente ridotto, cosa che ha parzialmente limitato il suo potenziale, soprattutto contro un avversario come Kasparov, dotato di una memoria straordinaria e sempre alla ricerca di novità teoriche. A questo parziale handicap Karpov ha però sopperito con un mediogioco sempre solido ed innovativo e con una padronanza dei finali degna del suo maestro Capablanca e rimasta ineguagliata dalla maggior parte dei giocatori.

### Risultati contro i principali avversari
Di seguito sono elencati i risultati complessivi con alcuni dei principali avversari. Le partite rapide, blitz e alla cieca non sono incluse.
  Viktor Korčnoj  +31 –14 =63 

  Boris Spasskij  +14 –1 =23 

  Garri Kasparov  +21 –28 =129 

  Viswanathan Anand  +5 –11 =28 

  Vladimir Kramnik  +2 –2 =10 

  Vasyl' Ivančuk  +3 –1 =21 

  Oleksandr Beljavs'kyj  +16 –3 =10 

  Jan Timman  +19 –2 =19 

  Oleh Romanyšyn  +7 –0 =6 

  Nigel Short  +22 –2 =26 

  Gata Kamskij  +11 –5 =16 

  Aleksej Širov  +7 –2 =12 

  Boris Gelfand  +9 –3 =10 

  Tony Miles  +12 –2 =14 

  Boris Gul'ko  +5 –1 =2 

  Ljubomir Ljubojević  +20 –7 =24 

  Ulf Andersson  +12 –1 =29 

  Artur Jusupov  +12 –1 =15

## Anatolij Karpov nella cultura
- A Karpov è stato dedicato l'asteroide della fascia principale 90414 Karpov.
- Il film russo del 2021 Čempion mira ("il campione del mondo") tratta la storica partita a scacchi tra il campione del mondo in carica Anatolij Karpov e il contendente al titolo Viktor Korčnoj.